# 요코스카 스타디움

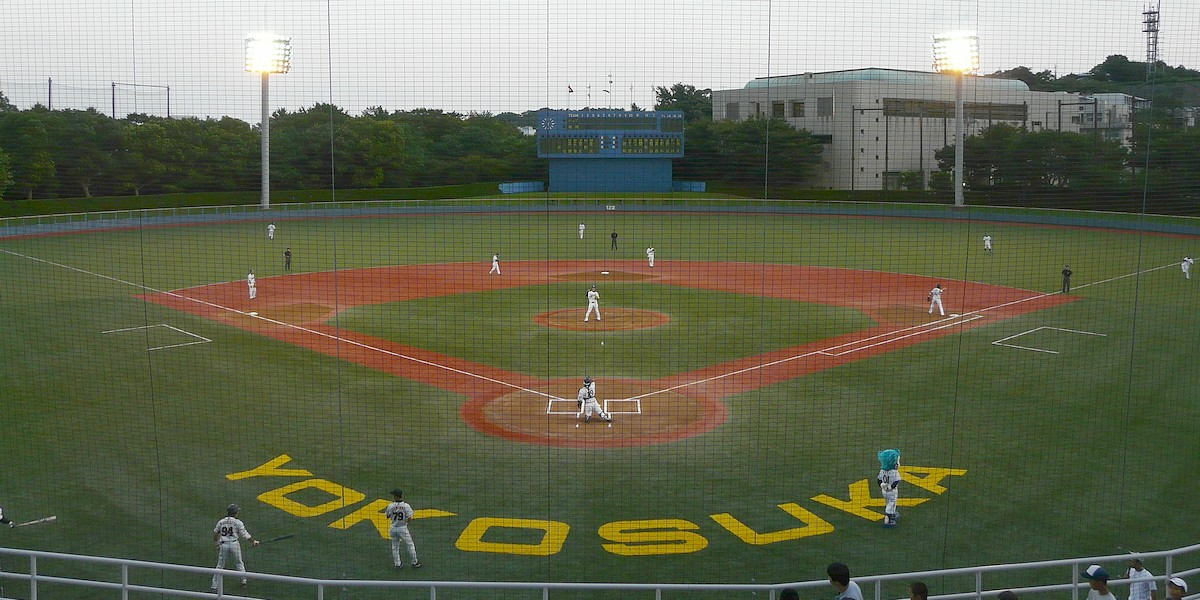
요코스카 스타디움

요코스카 스타디움(일본어: 横須賀スタジアム)은 일본 가나가와현 요코스카시에 있는 야구장으로 요코하마 DeNA 베이스타스 (2군)의 홈구장이다.